# 民国丛书
《民国丛书》是由上海书店出版的大型丛书，影印1912年－1949年间出版的中文图书1000余种，以5编每编100册的形式出版发行。

## 丛书内容
民国丛书所收内容较为广泛，共分十一大类：
- 一、哲学．宗教；
- 二、社会科学总论；
- 三、政治．法律．军事；
- 四、经济；
- 五、文化．教育．体育类；
- 六、语言．文字；
- 七、文学；
- 八、美术．艺术；
- 九、历史．地理；
- 十、科学技术史；
- 十一、综合。

## 出版时间
- 第一编    1989年10月
- 第二编    1990年10月
- 第三编    1991年12月
- 第四编    1992年12月
- 第五编    1996年12月

## 外部連結
- 《民国丛书》目录
- 《民国丛书》书目索引